# Enhanced-definition television
Телебачення підвищеної чіткості (англ. Enhanced-Definition Television (EDTV)) — стандарт телевізійного мовлення підвищеної якості, заснований на сучасних стандартах розкладання зображення, що забезпечують більш високу роздільну здатність у порівнянні з телебаченням стандартної чіткості.
EDTV — це крок вперед у порівнянні з аналоговим телебаченням. Мовлення EDTV ведеться у широкому форматі 480p (16:9) або звичайному (4:3) і забезпечує кращу якість зображення, ніж SDTV, але не настільки високу, як HDTV.

## У США
У США термін «телебачення підвищеної чіткості» (EDTV) був прийнятий Асоціацією споживачів електроніки CEA (англ. Consumer Electronics Association) для позначення цифрових стандартів розкладання 576p (PAL) і 480p (NTSC) із застосуванням прогресивної розгортки. У стандартах EDTV, прийнятих CEA, частота зміни кадрів дорівнює 25 або 30 Гц, для 576p і 480p відповідно. Спеціально для запису фільмів на DVD без перетворення частоти кадрів підтримується і формат 24p. Стандарт 480p з форматом кадру 16:9 має дозвіл 852 × 480, однак, такий дозвіл використовується в широкоекранних телевізорах, реальний відеосигнал розтягується з розмірів 720x480 коштом цифрового анаморфування. На телевізорі зі звичайним екраном 4:3 таке відео відображається з чорними полями зверху і знизу в техніці Letterbox.